# 이하 (영화 감독)
이하(1974년 ~ )은 대한민국의 영화감독이다. 1974년 안양 출신인 이하는 이형구 의왕시장의 장남으로 단국대학교 연극영화과에서 연극영화학으로 학사학위를 받았다.
2000년 단편영화 '용산탕'에 이어 2003년 단편영화 '1호선'으로 제29회 서울독립영화제 우수상을 비롯 제20회 부산아시아단편영화제 동백대상, 제2회 미쟝센 단편영화제 심사위원특별상 등으로 스포트라이트를 받은 이하는 2005년 영화진흥위원회 시나리오 공모전에서 대상을 수상한 자신의 작품, '여교수의 은밀한 매력'으로 장편영화에 데뷔했다.

## 학력
- 단국대학교 연극영화과 연극영화학 학사
- 한국영화아카데미

## 수상
- 2003년 제2회 미쟝센 단편영화제 심사위원 특별상
- 2003년 제20회 부산 아시아 단편 영화제 동백대상
- 2003년 영화진흥위원회 시나리오 공모전 대상
- 2003년 제29회 서울독립영화제 우수상

## 영화
- 2010년 집 나온 남자들
- 2005년 여교수의 은밀한 매력
- 2002년  1 호선
- 2000년  용산탕
- 1999년  About Film